# Noraskogs landskommun
Noraskogs landskommun var en tidigare kommun i Örebro län.

## Administrativ historik
Kommunen bildades som så kallad storkommun vid kommunreformen 1952 genom sammanläggning av Nora landskommun, Järnboås landskommun, Hjulsjö landskommun och Vikers landskommun. Viker hade i sin tur bildats 1878 genom en utbrytning ur Nora landskommun.
Kommunen upphörde redan 1965, då dess område inkorporerades i Nora stad. Två år senare bröts Hjulsjö församling ut ur Nora stad och tillfördes Hällefors köping. Återstående område ingår sedan 1971 i den vid den enhetliga kommuntypens införande bildade Nora kommun.

### Kyrklig tillhörighet
I kyrkligt hänseende tillhörde kommunen församlingarna Hjulsjö, Järnboås, Nora bergsförsamling och Viker.

## Geografi
Noraskogs landskommun omfattade den 1 januari 1952 en areal av 932,13 km², varav 842,41 km² land. Efter nymätningar och arealberäkningar färdiga den 1 januari 1960 omfattade landskommunen den 1 november 1960 en areal av 931,92 km², varav 846,18 km² land.

### Tätorter i kommunen 1960
| Tätort        | Folkmängd |
| ------------- | --------- |
| Gyttorp       | 788       |
| Striberg      | 461       |
| Bredsjö       | 341       |
| Pershyttan    | 322       |
| Åshyttan      | 210       |
| Nora, del ava | 38        |

Tätortsgraden i kommunen var den 1 november 1960 30,3 procent.

## Politik

### Mandatfördelning i valen 1950-1962
|  | 25 | 6 | 6 | 2 |

| 37 |

| 2 | 25 | 4 | 6 | 3 |

| 34 | 6 |

| 2 | 21 | 2 | 7 | 4 | 4 |

| 35 |

|  | 24 |  | 7 | 4 | 3 |

| 34 | 6 |